# Hugo Travers
Pour les articles homonymes, voir Travers.
Hugo Travers (prononcé : /y.ɡo tʁa.vɛʁs/ ou /y.ɡo tʁa.vɛʁ/ ), dit HugoDécrypte, né le 6 avril 1997 à Versailles (Yvelines), est un journaliste et vidéaste web franco-britannique. Il se fait connaître grâce à ses vidéos sur la plateforme YouTube avec le média HugoDécrypte.
En 2023, il figure sur la liste Forbes 30 Under 30 France dans la catégorie Média.

## Biographie

### Enfance et formation
Hugo Travers naît le 6 avril 1997 à Versailles, dans les Yvelines, en Île-de-France. Son père de nationalité britannique, travaille dans le marketing, sa mère dans les ressources humaines. Il grandit à Ville-d’Avray et obtient un baccalauréat économique et social avec option internationale au lycée Jean-Pierre-Vernant de Sèvres, dans les Hauts-de-Seine. Il entre à Sciences Po Paris en 2015 et en sort diplômé d'un master Communications, Médias et Industries Créatives en 2020. Il souhaite devenir journaliste depuis 2018. Il a une petite sœur.

### Carrière

#### Radio Londres
En 2012, alors au lycée, il lance RadioLondres, un site internet d'actualité. Le nom est choisi en référence au hashtag utilisé sur Twitter pour partager de façon détournée les ultimes sondages de l’élection présidentielle en période de silence électoral.

#### HugoDécrypte
En 2015, alors qu'il est en première année à Sciences Po, il crée la chaîne YouTube « Hugo Décrypte ».

Deux ans plus tard, il interroge plusieurs candidats pour l’élection présidentielle française de 2017, puis pour les élections européennes de 2019 (Nathalie Loiseau, Benoît Hamon, etc.) et présente le programme de chaque liste sur sa chaîne YouTube. Il parviendra également à interviewer le président Emmanuel Macron à la veille des élections européennes le 24 mai 2019.

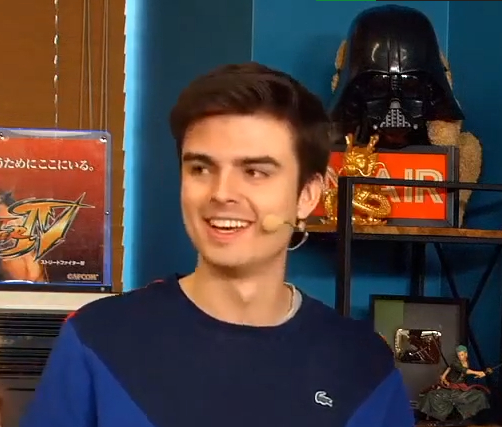
Hugo Travers en 2020.

Le 5 février 2021, il interviewe Frédérique Vidal, ministre de l’Enseignement supérieur, en direct sur sa chaîne Twitch pour évoquer le mal-être des étudiants lié à la fermeture des universités.
Hugo Travers publie en 2022 et 2023 des interviews avec des personnalités publiques diverses telles que Stromae, Thomas Pesquet, Bill Gates, Max Verstappen, Pierre Niney, Angèle, Hugh Jackman, ou encore Christopher Nolan. Ces interviews dépassent parfois le million de vues.
Le 4 septembre 2023, il interviewe Emmanuel Macron sur l'avenir de l'Éducation nationale, dans un contexte d'interdiction de l'abaya à l'école. L'échange, intitulé « Quel avenir pour les jeunes », est diffusé en direct sur les plateformes YouTube et TikTok.

#### Autres
En 2020, en association avec le créateur de contenu web Micode et le communicant Jean Sabouret, il crée Frame55, une agence de marketing d'influence.

## Télévision
En 2017, à l’occasion de l’élection présidentielle, il devient chroniqueur sur la chaîne LCI, dans l’émission de Christophe Jakubyszyn.
En mars 2019, il débat avec Marine Le Pen sur la question des fausses informations lors de L'Émission politique sur France 2.
Hugo Travers débat le 2 février 2021 avec Sarah El Haïry, secrétaire d’État chargée de la Jeunesse et de l’Engagement, au sujet du mal-être des étudiants à cause de la fermeture des universités due à la pandémie de Covid-19, dans l’émission de Bruce Toussaint sur BFM TV. La secrétaire d'État est alors pointée du doigt par certains internautes, pour son usage du tutoiement envers Hugo Travers lors du débat.
En octobre 2023, il démarre une émission d'interviews d'un format de 30 minutes, diffusée mensuellement sur France 2 et intitulée HugoDécrypte : L'interview face cachée. Cette émission s'inscrit dans une stratégie du groupe France Télévisions pour proposer un contenu à l'intention de la jeunesse.

## Radio
Entre 2018 et 2019, il est chroniqueur sur Europe 1.

## Critiques
Son statut de journaliste est questionné, comme le « décryptage » de l’actualité, qui s’apparente à une revue de presse.
Hugo Travers est qualifié d'influenceur engagé qui « incarne l'information accessible aux jeunes »,.
Son interview avec son ami Squeezie sur France 2 est qualifiée de promotionnelle, intéressée, voire formatée selon Télérama,.

## Distinctions

### Prix et récompenses
| Année | Récompenses                 | Catégories             | Nomination   | Résultat   | Ref(s) |
| ----- | --------------------------- | ---------------------- | ------------ | ---------- | ------ |
| 2022  | ForYouAwards                | ForYou d'Or            | Lui-même     | Nomination |        |
| 2023  | Forbes 30 Under 30 (France) | Média                  | Lui-même     | Inclus     | [ 24 ] |
| 2023  | TikTok Awards               | Pour Toi               | HugoDécrypte | Lauréat    | [ 25 ] |
| 2023  | GQ Men Of The Year          | Journaliste de l'année | Lui-même     | Lauréat    | [ 26 ] |

### Décorations françaises
- Chevalier de l'ordre des Arts et des Lettres (2023)[27]